# Сквире, Хенри
Хенри Сквире (нем. Henri Squire; род. 27 сентября 2000, Дюссельдорф) — немецкий профессиональный теннисист. Победитель двух турниров ATP Challenger (1 — в одиночном разряде).

## Спортивная карьера
Сквайр дебютировал в основной сетке турниров ATP-тура на Открытом чемпионате Галле в 2022 году, получив wildcard. В первом же раунде проиграл Ласло Дьере из Сербии.
В ноябре 2022 года он выиграл свой первый титул ATP Challenger в парном разряде на турнире Trofeo Faip-Perrel в Бергамо в паре с Яном-Леннардом Штруффом.
В марте 2024 года Хенри выиграл свой первый титул ATP Challenger Tour в одиночном разряде в Гамбурге, победив в финале Клемана Кидеха.
В мае 2024 года, на Открытом чемпионате Франции по теннису, Хенри Сквире, имея 209-й номер рейтинга победил в квалификации и выше в основную сетку турнира. В первом раунде в упорном пятисетовом матче на чемпионском тай-брейке одержал победу над австралийцем Максом Пёрселлом. Во втором раунде встречался с 21-м сеянным на турнире с канадцем Феликсом Оже-Альяссимом и уступил ему в четырёх сетах.

## Рейтинг на конец года
| Год  | Одиночный рейтинг | Парный рейтинг |
| 2023 | 262               | 707            |
| 2022 | 357               | 486            |
| 2021 | 509               | 914            |
| 2020 | 1411              | 1221           |
| 2019 | 1381              | 1290           |
| 2018 | 0                 | 0              |
| 2017 | 1781              | 0              |

## Выступления на турнирах

### Финалы турнировATPв одиночном разряде (0)

#### Победы (0)
| Легенда                     |
| --------------------------- |
| Турниры Большого шлема (0)* |
| Итоговый турнир ATP (0)     |
| ATP Мастерс 1000 (0)        |
| АТР 500 (0)                 |
| АТР 250 (0)                 |

| Титулы по покрытиям | Титулы по месту проведения матчей турнира |
| ------------------- | ----------------------------------------- |
| Хард (0)            | Зал (0)                                   |
| Грунт (0)           | Зал (0)                                   |
| Трава (0)           | Открытый воздух (0)                       |
| Ковёр (0)           | Открытый воздух (0)                       |

* количество побед в одиночном разряде.